# اونو والنتین
اونو والنتین (انگلیسی: Uno Wallentin; ۱۵ آوریل ۱۹۰۵ – ۸ اکتبر ۱۹۵۴) قایقران قایق بادبانی اهل سوئد بود.